# Moord op Ihsane Jarfi
Ihsane Jarfi was een Belg van Marokkaanse afkomst die op 22 april 2012 op 32-jarige leeftijd vermoord werd door vier mensen met wie hij meeliftte. Aanvankelijk werd Jarfi enige dagen vermist, nadat hij een homobar had bezocht in Luik. Zijn levenloze lichaam werd op 1 mei ernstig toegetakeld gevonden in een veld dicht bij de plaats Hoei. Jarfi was de eerste officiële dode als gevolg van homohaat in België. 
De moord deed veel stof opwaaien in het land. De toenmalige Belgische premier, Elio Di Rupo, en de minister van Binnenlandse Zaken en Gelijke Kansen, Joëlle Milquet, veroordeelden deze moord.
Op 22 december 2014 veroordeelde het Luikse hof van assisen de vier beschuldigden. Eric Parmentier, Jérémy Wintgens en Mutlu Kizilaslan kregen levenslange gevangenisstraf voor moord en Jonathan Lekeu kreeg 30 jaar cel voor doodslag, telkens met homofobie als verzwarende omstandigheid. Volgens de assisenjury gaven de beschuldigden toe dat ze Jarfi een lesje wilden leren vanwege zijn homoseksuele geaardheid. De jury achtte hen eveneens schuldig aan onmenselijke behandeling, vernedering en willekeurige opsluiting.
Hassan Jarfi, de vader van het slachtoffer, schreef een boek en richtte de Stichting Ihsane Jarfi op, die strijdt tegen discriminatie en homofobie. In mei 2018 werd in Brussel een muurschildering ter nagedachtenis van Jarfi en alle slachtoffers van discriminatie ingehuldigd. Datzelfde jaar maakte het NT Gent een theatervoorstelling met daarin een reconstructie van de feiten. Nabil Ben Yadir maakte over de moord de film Animals, uitgekomen in 2021.